# Tahdhib al-Ahkam
Tahdhib al-Ahkam (arab. ‏تهذيب الأحكام‎, per. تهذیب الاحکام) – zbiór hadisów autorstwa szyickiego uczonego, Szejka Tusiego. Praca jest komentarzem wobec dzieła Al-Mukni'jah autorstwa teologa Szejka al-Mufida.

## Nazwa
Według tłumaczenia Ludwiga W. Adamca, tytuł oznacza potwierdzenie decyzji. I.K.A Howard przetłumaczył jako udoskonalenie/uściślenie praw (podług dyskusji). Tareq Salik jako oczyszczenie praw w wyjaśnieniu al-Muqni'a.

## Opis

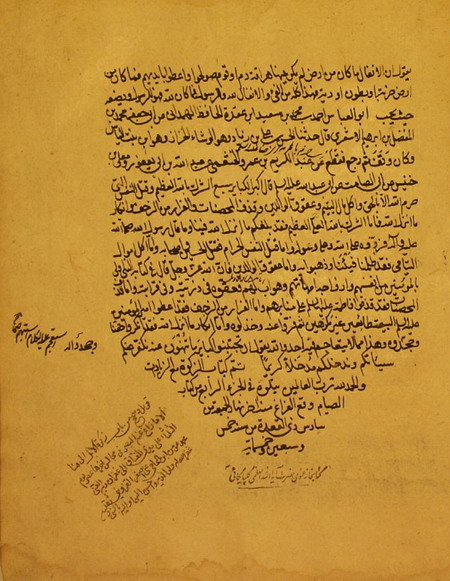
Oryginalny rękopis z Tahdhib al-Ahkam

Tareq Salik zwraca uwagę iż pierwotnym zamiarem autora było napisanie komentarza do dzieła al-Mufida, jednakże z uwzględnieniem tylko furu czyli praktycznych regulacji szariatu. Według słów Tusiego: "Rozpocząłem od rozdziału związanego z czystością rytualną, pozostawiając wcześniejsze rozdziały traktujące o Jedności Boga (tawhid), Sprawiedliwości (adl), Proroctwie (nubuwwa) i Imamacie (imama) ponieważ ich wyjaśnienie byłoby zbyt długie oraz ponieważ naświetlenie zasad religii (al-usul) nie było intencją tej książki". W swym wprowadzeniu al-Tusi wyjaśnia, że zasadniczym powodem napisania pracy były pewne różnice i sprzeczności w istniejących w owym okresie hadisach szyickich (co tłumaczy się tym, iż w tolerancyjnym dla szyitów okresie Bujjidów w którym przekazywanie tradycji nie było tłumione, łatwiej było wkraść się do zbiorów słabym hadisom). Wspomina, iż różnice te są wykorzystywane przeciwko szyitom przez oponentów. Al-Tusi wyznaczył więc sobie zadanie analizy tradycji związanych z furu oraz wyjaśnienia które tradycje były słabe, lub ewentualnego rozjaśnienia pozornych sprzeczności w tradycjach mocnych. Choć podstawę tego dzieła stanowią hadisy z dzieła al- Muqni'a, al-Tusi nie ogranicza się tylko do nich. Według obliczeń Mirzy Husajna Nurego Tabarasiego, zbiór zawiera 13.590 hadisów, inne źródła twierdzą iż Mirza pomylił się, a łączna liczba hadisów wynosi 13.988.

## Rozdziały
W księdze występują następujące rozdziały:
1. al-Tahara (Czystość Rytualna)
2. al-Salat (Modlitwa Obowiązkowa)
3. al-Zakat (Podatek)
4. al-Sijam (Poszczenie)
5. al-Hadżdż (Pielgrzymka)
6. al-Dżihad (Wojna)
7. al-Qadaja wa-'l-ahkam (Sądy i Legalne Kryteria)
8. al-Makasib (Własność)
9. al-Tidżarat (Handel)
10. al-Nikah (Małżeństwo)
11. al-Talaq (Rozwód)
12. al-'itq wa-'l-tadbir wa-'l-mukatba (Uwalnianie Niewolników)
13. al-Ajman wa-'l nudhur wa-'l-kaffarat (Przysięgi, Hołdy i Kary (za ich łamanie)
14. al-Said wa-'l-dhaba'ih (Polowanie i Ubój Rytualny)
15. al-Wuquf wa-'l-sadaqat (Jałmużna)
16. al- Wasaja (Testament)
17. al-Fara'id wa-'l-mawarith (Zasady Dziedziczenia)
18. al-Hudud (Kary)
19. al-Dijat (Zadośćuczynienie za Zranienia)